# Khmer (llengua)
La llengua khmer o cambodjà (en khmer: ភាសាខ្មែរ, pronunciat: /pʰiəsaː kʰmae/) és una llengua austroasiàtica, oficial a Cambodja. Amb 16 milions de parlants nadius, la majoria d'ells a Cambodja, és una de les llengües més parlades d'aquesta família. El khmer és una llengua analítica que té com a ordre canònic de la frase la seqüència subjecte-verb-objecte.
La història del khmer es pot dividir en quatre etapes: el protokhmer, parlat abans de l'any 600; el khmer antic I, del 600 al 800; el khmer antic II o angkorià, fins al segle xiv; el khmer mitjà, del 1300 fins al 1700 aproximadament i el khmer contemporani.
Fonològicament, destaca per un inventari reduït de consonants, moltes d'elles apareixen com a al·lòfons aspirats, i un sistema vocàlic complex, amb vocals obertes i tancades, llargues o breus que difereixen segons el dialecte analitzat. El nom no es flexiona en gènere ni en nombre gramatical, igual que el verb, amb una conjugació gairebé inexistent. Els accidents verbals es marquen amb partícules o adverbis, com en altres llengües de la mateixa família.

## Fonologia
La transcripció fonètica presentada a sota s'ha fet amb l'alfabet fonètic internacional (AFI).
| Lletra | So  | Lletra | So   | Lletra | So  | Lletra | So   | Lletra | So  |
| ------ | --- | ------ | ---- | ------ | --- | ------ | ---- | ------ | --- |
| ក      | kɑɑ | ខ      | kʰɑɑ | គ      | kɔɔ | ឃ      | kʰɔɔ | ង      | ŋɔɔ |
| ច      | cɑɑ | ឆ      | cʰɑɑ | ជ      | cɔɔ | ឈ      | cʰɔɔ | ញ      | ɲɔɔ |
| ដ      | ɗɑɑ | ឋ      | tʰɑɑ | ឌ      | ɗɔɔ | ឍ      | tʰɔɔ | ណ      | nɑɑ |
| ត      | tɑɑ | ថ      | tʰɑɑ | ទ      | tɔɔ | ធ      | tʰɔɔ | ន      | nɔɔ |
| ប      | ɓɑɑ | ផ      | pʰɑɑ | ព      | pɔɔ | ភ      | pʰɔɔ | ម      | mɔɔ |
| យ      | jɔɔ | រ      | rɔɔ  | ល      | lɔɔ | វ      | vɔɔ  |        |     |
| ស      | sɑɑ | ហ      | hɑɑ  | ឡ      | lɑɑ | អ      | ʔɑɑ  |        |     |

| Lletra | So    | Lletra | So     | Lletra | So     | Lletra | So     | Lletra | So     |
| ------ | ----- | ------ | ------ | ------ | ------ | ------ | ------ | ------ | ------ |
| ា       | a iːə | ិ       | e i    | ី       | əj i:  | ឹ       | ə ɨ    | ឺ       | əɨ ɨ:  |
| ុ       | o u   | ូ       | o:u u: | ួ       | u:ə    | ើ       | aːə ə: | ឿ       | ɨ:ə    |
| ៀ       | iːə   | េ       | eːi eː | ែ       | aːe ɛː | ៃ       | aj ɨj  | ោ       | a:o o: |
| ៅ       | aw ɨw | ុំ       | om um  | ំ       | ɑm um  | ាំ       | am oəm | ះ       | aʰ eəʰ |
| ិះ       | eʰ iʰ | ុះ       | oʰ uʰ  | េះ       | eiʰ eʰ | េាះ       | ɑʰ ʊəʰ |        |        |

També s'han d'esmentar una quinzena de vocals independents (o vocals completes) amb valor històric, que tendeixen a substituir-se combinant la consonant អ /ʔɑɑ/ (o les consonants រ /rɔɔ/ i ល /lɔɔ/) i vocals dependents.
Nota: El so de les vocals independents fluctua sovint segons les paraules i a més el nombre de vocals independents canvia en funció de les obres. En un procés de simplificació de l'escriptura, algunes d'aquestes lletres podrien desaparèixer i veure's substituïdes pel seu equivalent fonètic.
| Lletra | So  | Lletra | So  | Lletra | So  | Lletra | So  | Lletra | So |
| ------ | --- | ------ | --- | ------ | --- | ------ | --- | ------ | -- |
| ឥ      | eːi | ឦ      | i:  | ឧ      | u:  | ឧុ      | əo  | ឪ      | əw |
| ឫ      | rɨ  | ឬ      | ru: | ឭ      | lə  | ឮ      | lu: | ឯ      | ae |
| ឰ      | ai  | ឱ      | a:o | ឲ      | a:o | ឩិ៏      | əw  |        |    |

## Numeració
Els nombres khmers es realitzen mitjançant un sistema biquinari; val a dir que a partir de 6, les xifres i nombres següents es formen com ara «cinc u», «cinc dos», etc. Les paraules que designen els múltiples de deu a partir de 30 fins a 90 no són d'origen khmer, sinó que s'han manllevat al xinès, i se suposa que han arribat fins als khmers a través del tailandès. L'escriptura dels nombres khmers, herència dels numerals indis, s'usen molt més que els nombres d'origen àrab.
| 0  | ០  | សូន្យ  | /soun/                 |     |     |      |             |
| 1  | ១  | មួយ   | /muəj/                 |     |     |      |             |
| 2  | ២  | ពីរ   | /piː/                  | 20  | ២០  | ម្ភៃ   | /məˈphɨj/   |
| 3  | ៣  | បី    | /ɓəj/                  | 30  | ៣០  | សាមសិប | /saːm.səp/  |
| 4  | ៤  | បួន   | /ɓuən/                 | 40  | ៤០  | សែសិប  | /sae.səp/   |
| 5  | ៥  | ប្រាំ   | /pram/                 | 50  | ៥០  | ហាសិប  | /haː.səp/   |
| 6  | ៦  | ប្រាំមូយ | /pram.muəj/            | 60  | ៦០  | ហុកសិប | /hok.səp/   |
| 7  | ៧  | ប្រាំពីរ | /pram.piː/, /pram.pɨl/ | 70  | ៧០  | ចិតសិប | /cət.səp/   |
| 8  | ៨  | ប្រាំបី  | /pram.ɓəj/             | 80  | ៨០  | ប៉ែតសិប | /paet.səp/  |
| 9  | ៩  | ប្រាំបួន | /pram.ɓuən/            | 90  | ៩០  | កៅសិប  | /kaw.səp/   |
| 10 | ១០ | ដប់   | /ɗɑp/                  | 100 | ១០០ | មួយរយ | /muəj.rɔːj/ |